# برواي لا بويسير
برواي لا بويسير (بالفرنسية: Bruay-la-Buissière)‏ هي بلدية تقع في إقليم باد كاليه من منطقة نور با دو كاليه في شمال فرنسا. تبلغ مساحة هذه المدينة 16.35 (كم²)، وترتفع عن سطح البحر 98 م، يبلغ عدد سكانها 23621 نسمة حسب إحصاء المعهد الوطني للإحصاء والدراسات الاقتصادية سنة 2009 م. وترأس Alain Wacheux البلدية خلال فترة (2008-2014).

## توأمة
لبرواي لا بويسير اتفاقيات توأمة مع كل من:
- فروندنبرغ
- شفيرته